# Sáva Šabouk
Sáva Šabouk (12. ledna 1933, Zdíkov – 31. ledna 1993, Praha) byl český marxistický estetik, teoretik a historik umění, laureát Státní ceny Klementa Gottwalda. V letech 1970–1979 byl ředitelem Ústavu teorie a dějin umění ČSAV.

## Život
Jeho otec vlastnil malou výrobnu sodové vody, později byl pojišťovacím úředníkem; matka učila. Šabouk vystudoval vyšší hospodářskou školu pro zahraniční obchod v Praze (1951). Pak v letech 1951–1957 pracoval jako voják z povolání. Nejprve absolvoval vojenské učiliště (1953) a poté byl důstojníkem Československé lidové armády (politrukem). Již jako voják z povolání začal v roce 1955 dálkově studovat Filozoficku fakultu Univerzity Karlovy, obor filozofie–historie. Po odchodu z armády působil v letech 1957–1958 jako metodik lidové umělecké tvořivosti v Teplicích a v letech 1958–1961 jako vedoucí ekonomického oddělení Státní banky československé v Jáchymově.
V roce 1961 úspěšně ukončil dálkové studium na Filozofické fakultě Univerzity Karlovy a obhájil diplomovou práci na téma Diskuse o ideologii. Vstoupil do KSČ, což mu zajistilo rychlý kariérní postup. V letech 1961–1969 působil jako odborný asistent na katedře společenských věd Akademie múzických umění v Praze, od roku 1965 vedl na této katedře oddělení obecné estetiky. V roce 1969 přešel na katedru estetiky Filozofické fakulty Univerzity Karlovy, kde působil nejprve jako odborný asistent, později jako docent. V roce 1969 získal vědeckou hodnost kandidát věd (CSc.) na základě práce Jazyk umění (knižně 1969). V roce 1972 obdržel vědeckou hodnost doktor věd o umění (DrSc.) na základě práce Břehy realismu (knižně 1973).
V roce 1970 byl jmenován ředitelem Ústavu teorie a dějin umění Československé akademie věd (nyní ÚDU AV ČR). Koncem roku 1979 z funkce ředitele odešel, zůstal však v ústavu jako vedoucí vědecký pracovník a řídil skupinu pro systémový výzkum uměleckého vyjadřování a sdělování. V pozici vedoucího pracovníka nechvalně proslul kádrovými čistkami bezpartijních zaměstnanců.
Z titulu své funkce byl vedoucím autorského kolektivu či spoluautorem několika teoretických či kunsthistorických publikací. Od roku 1972 se po nuceném odchodu Heleny Jarošové stal vedoucím redaktorem časopisu Estetika, a to až do roku 1979; i nadále pak zůstal členem redakční rady. Řadu let byl též předsedou České společnosti pro estetiku.
V roce 1976 obdržel Státní cenu Klementa Gottwalda za objevné práce z teorie umění. Zemřel v Praze v lednu 1993.

## Dílo
Mezi léty 1969 – 1976 vydal 10 knih. Mezi významnější publikace patří:
- Jazyk umění (monografie, 1969)
- Umění, systém, odraz (1973)
- Člověk a umění v struktuře světa (1974)
- Tři polemické studie (1976), charakteristickou studií normalizační éry jsou
- Břehy realismu (1973 charakteristická studie normalizační éry, ve které reaguje na knihu Rogera Garaudyho Realismus bez břehů)[5]

Kromě knih publikoval články a studie v řadě časopisů a přispíval do četných kolektivních prací a sborníků (i zahraničních). V nakladatelství Academia vydal v roce 1975 jako vedoucí autorského kolektivu Encyklopedii světového malířství. Spolupracoval rovněž s estetikem a někdejším korespondentem ČSAV Dušanem Šindelářem. Šaboukovy publikace byly pro svou marxistickou orientaci a tezovitost překonány, ojediněle vyšly v ruském překladu.